# Кузьма (село, Кезский район)
Кузьма — село в Кезском районе Удмуртской республики.

## География
Находится в северо-восточной части Удмуртии на расстоянии приблизительно 17 км на восток-северо-восток по прямой от районного центра поселка Кез. У села протекает река Кузьма, на другом берегу — деревня Кузьма.

## История
Известно с 1924 года как железнодорожная станция Кузьма на линии Пермь — Котлас, с 19 дворами (16 русских и 2 удмуртских). Позднее с 1939 по 2010 год посёлок. До 2021 года являлось административный центром Кузьминского сельского поселения.

## Население
Постоянное население составляло 680 человек в 2002 году (русские 76 %), 477 в 2012.